# Episodi di Crazy Ex-Girlfriend (terza stagione)
La terza stagione della serie televisiva Crazy Ex-Girlfriend, composta da 13 episodi, è stata trasmessa dal 13 ottobre 2017 al 16 febbraio 2018 sulla rete televisiva The CW.
In Italia, la stagione è stata interamente pubblicata sul servizio on demand Netflix il 30 settembre 2018. In chiaro è stata trasmessa in prima visione su Rai 2 dal 1º dicembre 2021.
| n° | Titolo originale                    | Titolo italiano                     | Prima TV USA     | Pubblicazione Italia |
| -- | ----------------------------------- | ----------------------------------- | ---------------- | -------------------- |
| 1  | Josh's Ex-Girlfriend Wants Revenge. | La ex di Josh vuole vendicarsi.     | 13 ottobre 2017  | 30 settembre 2018    |
| 2  | To Josh, With Love.                 | A Josh, con affetto.                | 20 ottobre 2017  | 30 settembre 2018    |
| 3  | Josh Is A Liar.                     | Josh è un bugiardo.                 | 27 ottobre 2017  | 30 settembre 2018    |
| 4  | Josh's Ex-Girlfriend Is Crazy.      | La ex di Josh è pazza.              | 3 novembre 2017  | 30 settembre 2018    |
| 5  | I Never Want to See Josh Again.     | Non voglio rivedere più Josh.       | 10 novembre 2017 | 30 settembre 2018    |
| 6  | Josh Is Irrelevant.                 | Josh è irrilevante.                 | 17 novembre 2017 | 30 settembre 2018    |
| 7  | Getting Over Jeff.                  | Dimenticare Jeff.                   | 8 dicembre 2017  | 30 settembre 2018    |
| 8  | Nathaniel Needs My Help!            | Nathaniel ha bisogno del mio aiuto! | 5 gennaio 2018   | 30 settembre 2018    |
| 9  | Nathaniel Gets the Message!         | Nathaniel l'ha capita!              | 12 gennaio 2018  | 30 settembre 2018    |
| 10 | Oh, Nathaniel, It's On!             | Oh Nathaniel, è fatta!              | 26 gennaio 2018  | 30 settembre 2018    |
| 11 | Nathaniel and I Are Just Friends!   | Nathaniel e io siamo solo amici!    | 2 febbraio 2018  | 30 settembre 2018    |
| 12 | Trent?!                             | Trent?!                             | 9 febbraio 2018  | 30 settembre 2018    |
| 13 | Nathaniel Is Irrelevant.            | Nathaniel è irrilevante.            | 16 febbraio 2018 | 30 settembre 2018    |